# 系統識別
系統識別（system identification）Note a是利用统计学，從量測到的數據來建構动力系统数学模型的方法。系統識別也包括最佳试验设计，利用迴歸分析迴歸分析有效的產生有足夠資訊的數據，以及模型降階等。

## 簡介
此條目中的動態數學模型（dynamical mathematical model）是用數學方式來描述系統或是過程的動態特性，可能是時域特性或是頻域特性，例如：
- 物理系统過程，像是因為受引力影響而掉落的物體
- 经济体系過程，像是反應外在影響的股票市场

系統識別有許多可能的應用，其中一個是控制理论。系統識別是現在資料驅動控制系統的基礎，其中系統識別整合到控制器設計中，也建立控制器最佳程度的證明基礎。

### 所需資料
系統識別技巧可以同時使用輸入及輸出資料（例如特徵系統實現演算法），也可以只使用輸出資料（例如
頻域分解）。一般而言同時使用輸入及輸出資料會有準確的結果，不過有時無法得到輸入的資料。

### 最佳實驗設計
系統識別的好壞會和輸入的好壞有關，而後者是系統工程師可部份控制的範圍。因此，系統工程師已長期應用试验设计的原則在其設計中。近年來，越來越多的工程師開始使用最佳實驗設計的理論，來指定可以產生最大準確度估计量的輸入。

## 白箱模型及黑箱模型
白箱模型是以第一原理建立的模型，例如一個物理過程利用牛顿运动定律來建立的模型。不過因為許多多系統或是過程的複雜，許多系統的模型會非常的複雜，無法在合理的時間內進行模擬。
另一種更常用的作法是從對系統行為及外在影響（系統的輸入）的量測開始，再設法在不完全知道系統內真實運作的情形下，找到兩者之間的關係。此作法稱為系統識別，常見的方式有兩種：
- 灰箱模型：系統運作中的模型無法完全知道，不過可以用對系統的知識以及實驗資料來建立模型。模型中還有一些參數是不確定的，可以用系統識別來估測[4][5]。其中一個例子[6]用Monod方程（英语：Monod equation）來模擬微生物生長。其中包括底物濃度以及生長速率之間的雙曲線關係，不過也可用底物中結合的分子來調整兩者關係，不需具體知道結合方式或是分子的種類。灰箱模型也稱為半物理模型[7]。

- 黑箱模型：沒有任何模型的資訊，大部份系統識別的演算法屬於這一型。

在Jin等人提出的非線性系統識別中，將灰箱模型描述為先假設模型的架構，再估測其模型參數。若模型架構已知，參數估測相對簡單很多，不過大部份情形都不是如此。或者可以利用NARMAX方式來識別線性或是非線性的系統。此方法的靈活度比較，可以用在灰箱模型中（此時演算法已有已知的結構）或是黑箱模型中（需要在系統識別過程中識別其結構），此作法的另一個好處是針對線性系統，演算法會選擇線性項，而針對非線性系統，演算法會選擇非線性項，因此識別的靈活度可以提高很多。

## 為了控制進行的系統識別
在開發控制系統時，工程師的目標是讓控制系統（包括受控系統、回授迴路以及控制器）有良好的性能。性能一般是依照系統的模型去設計其控制律來達成的，而系統的模型可能需要根據實驗資料加以識別。假如模型識別的目的是為了控制用，最重要的和傳統的系統識別不同：傳統系統識別目的是要找到最接近實際資料的系統，但控制用的系統識別目的只要找到夠好，可以滿足閉迴路控制性能的模型即可。最近這類的分析方式會稱為「為控制進行的識別」（identification for control），簡稱I4C。
以下的例子可以說明「為控制進行的識別」（I4C）的概念。
考慮一系統，其真實的傳遞函數{\displaystyle G_{0}(s)}是:
{\displaystyle G_{0}(s)={\frac {1}{s+1}}}
而識別到的模型{\displaystyle {\hat {G}}(s)}如下：
{\displaystyle {\hat {G}}(s)={\frac {1}{s}}.}
若以傳統系統識別的觀點來看，{\displaystyle {\hat {G}}(s)}不是{\displaystyle G_{0}(s)}的良好模型。{\displaystyle {\hat {G}}(s)}和{\displaystyle G_{0}(s)}在低頻的相位和大小都不同，而且{\displaystyle G_{0}(s)}是漸近穩定系統，而{\displaystyle {\hat {G}}(s)}只是穩定系統而已。不過若在控制應用上，{\displaystyle {\hat {G}}(s)}仍然是很好的模型。若利用負回授的比例控制器，配合很大的增益值{\displaystyle K}，配合{\displaystyle G_{0}(s)}的閉迴路傳遞函數為
{\displaystyle {\frac {KG_{0}(s)}{1+KG_{0}(s)}}={\frac {K}{s+1+K}}}
而配合{\displaystyle {\hat {G}}(s)}的是
{\displaystyle {\frac {K{\hat {G}}(s)}{1+K{\hat {G}}(s)}}={\frac {K}{s+K}}.}
因為{\displaystyle K}很大，可以得到{\displaystyle 1+K\approx K}。因此這二個閉迴路傳遞函數相當接近。因此，若使用此控制律時，{\displaystyle {\hat {G}}(s)}是真實系統「完整可接受的」識別模型。
總而言之，模型是否適合控制使用，不只要考慮系統和模型的差異程度，也要考量要使用的控制器。因此，在I4C架構下，給定控制性能的目標，控制工程師需要在識別階段設計，使以模型為基礎的控制器在真實系統中的性能越高越好。
若不去識別出系統的模型，而是直接在實驗數據上作業，有時在設計控制器時會更方便。這就是直接資料驅動控制系統的例子。

## 註解
^a 有時會用「模型識別」（model identification）此一詞語，模型識別是更廣義及現代的用法，而系統識別變為其特例之一 

## 延伸閱讀
- Goodwin, Graham C. & Payne, Robert L. . Academic Press. 1977.
- Daniel Graupe: Identification of Systems, Van Nostrand Reinhold, New York, 1972 (2nd ed., Krieger Publ. Co., Malabar, FL, 1976)
- Eykhoff, Pieter:  System Identification – Parameter and System Estimation, John Wiley & Sons, New York, 1974.  ISBN 0-471-24980-7
- Lennart Ljung: System Identification — Theory For the User, 2nd ed, PTR Prentice Hall, Upper Saddle River, N.J., 1999.
- Jer-Nan Juang: Applied System Identification, Prentice Hall, Upper Saddle River, N.J., 1994.
- Kushner, Harold J. and Yin, G. George.  Second. Springer. 2003.
- Oliver Nelles: Nonlinear System Identification, Springer, 2001. ISBN 3-540-67369-5
- T. Söderström, P. Stoica, System Identification, Prentice Hall, Upper Saddle River, N.J., 1989. ISBN 0-13-881236-5
- R. Pintelon, J. Schoukens, System Identification: A Frequency Domain Approach, 2nd Edition, IEEE Press, Wiley, New York, 2012. ISBN 978-0-470-64037-1
- Walter, Éric & Pronzato, Luc. . Springer. 1997.

## 外部連結
- L. Ljung: Perspectives on System Identification, July 2008 （页面存档备份，存于）
- System Identification and Model Reduction via Empirical Gramians （页面存档备份，存于）